# Ishkus Regio
L'Ishkus Regio è una struttura geologica della superficie di Venere.